# 윌리엄 그린힐
윌리엄 그린힐 ( William Greenhill, 1591년 - 1671년 ) 잉글랜드의 비국교도이며 성직자로 독립교회 목사였으며, 웨스트민스터 총회의 회원으로 섬겼다.

## 생애
옥스포드셔에서 출생한 것으로 전해지며, 열 세살의 나이에 옥스퍼드 대학교에 입학하여, 맥달렌 대학교 (옥스포드 대학교)에서 초기 학자로 선출되었다.  그는 운동경기서를 읽지 않은 이유로 인해 고난을 겪었다.  
1643년에는 웨스트민스터 총회에 독립교파로 참석하였고, 같은 해 4월 26일에는 영국 하원앞에서 연합금식에 대하여 설교를 하였다.  그의 설교는 < The Axe at the Root>라는 제목으로 출판되었다.  

## 저서
- The Sound-hearted Christian : 시편 119:80 을 주제로 한 설교로 마음의 밭을 가꾸라는 내용이다.